# Eparchia di Vanino
L'eparchia di Vanino (in russo Ванинская епархия?) è una diocesi della Chiesa ortodossa russa, appartenente alla metropolia del Priamur'e.

## Territorio
L'eparchia comprende i rajon Vaninskij, Sovetsko-Gavanskij, Nanajskij, imeni Lazo, Vjazemskij e Bikinskij nel territorio di Chabarovsk.
Sede eparchiale è la città di Vanino, dove si trova la cattedrale di San Nicola.
L'eparca ha il titolo ufficiale di «eparca di Vanino e Perejaslavka».

## Storia
L'eparchia è stata eretta dal Santo Sinodo della Chiesa ortodossa russa il 21 ottobre 2016, ricavandone il territorio dalle eparchie di Chabarovsk e dell'Amur, e contestualmente è entrata a far parte della metropolia del Priamur'e.
Il 24 marzo 2022 ha ceduto una porzione di territorio a vantaggio dell'erezione dell'eparchia di Nikolaevsk-na-Amure.